# Communauté rurale de Djilasse
La communauté rurale de Djilasse est une communauté rurale du Sénégal située à l'ouest du pays, au sud de Dakar.
Elle fait partie de l'arrondissement de Fimela, du département de Fatick et de la région de Fatick.
Lors du dernier recensement, la CR comptait 7 445 personnes et 842 ménages.
Son chef-lieu est Djilasse.

## Port de Foundiougne-Ndakhonga
Le port de Foundiougne-Ndakhonga se trouve sur la rive droite du Saloum, en face de Foundiougne, et il a été construit grâce à la coopération coréenne. Le port a été inauguré le 23 juillet 2015 par Macky Sall, président de la république du Sénégal et de Mme Park Geun-hye, Présidente de la République de Corée.